# Comisión Negociadora de la Oposición
La Comisión Negociadora de la Oposición, conocida también como Comisión de los Nueve, fue una plataforma creada en 1976 por nueve representantes de partidos políticos y comunidades autónomas para negociar con el Gobierno de Adolfo Suárez los pasos a dar para la transición democrática, sucesora de la denominada Coordinación Democrática.

## Antecedentes

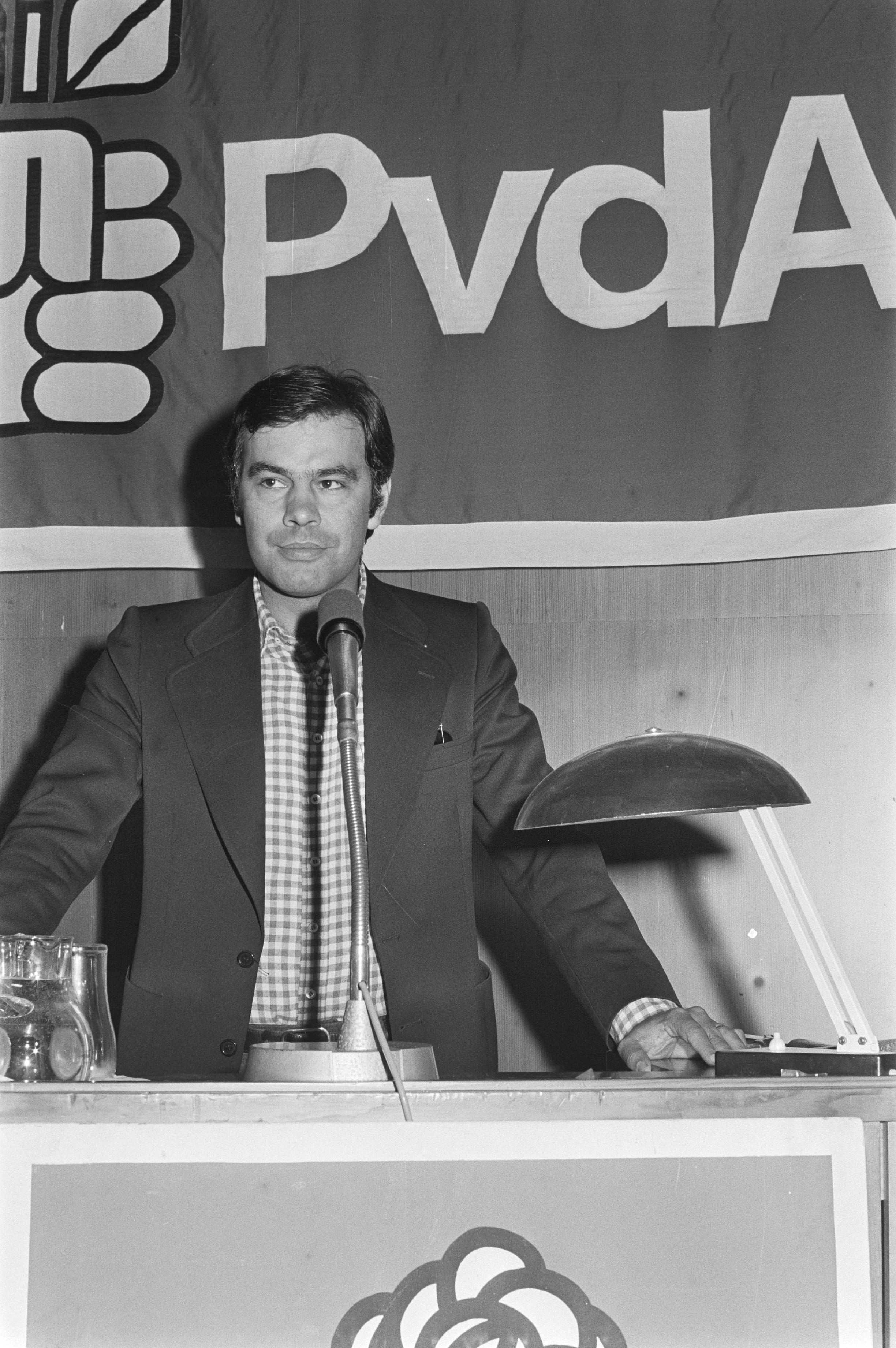
Felipe González en 1976

El 29 de noviembre de 1976, en una entrevista entre el presidente Adolfo Suárez y el presidente del Equipo Demócrata Cristiano del Estado Español, José María Gil-Robles, acuerdan la constitución de una comisión negociadora entre representantes de la oposición y el gobierno del Estado para establecer los principios sobre los que diseñar el proceso de la Transición española y la legalización de los partidos políticos con el fin de garantizar las libertades públicas y elecciones generales libres (a celebrarse el 15 de junio de 1977). A esta reunión con Suárez también asistieron Joaquín Ruiz-Giménez (de la Izquierda Democrática), Juan Ajuriaguerra (del Partido Nacionalista Vasco),  Antón Cañellas (de Unión Democrática de Cataluña), Vicente Ruiz Monrábal (de Unión Democrática del País Valenciano) y Fernando García Agudín (del Partido Popular Gallego).
Con anterioridad a esta fecha, Suárez ya había mantenido numerosas conversaciones con diferentes dirigentes políticos, al igual que los representantes de la oposición, entre ellos, con el fin de perfilar una Comisión reducida que pudiera presentarse al Gobierno con un mandato conjunto y pactado por parte de la Oposición. El 1 de diciembre, 70 líderes políticos de otros tantos partidos y organizaciones decidieron la composición de esta Comisión reducida, nombrando diez representantes.

## Constitución de la Comisión Negociadora
El 10 de diciembre, en el despacho de Joaquín Satrústegui, se formalizó la llamada Comisión Negociadora de la Oposición, constituida por él mismo (en representación de los liberales), Antón Cañellas (por el Equipo Demócrata Cristiano), Francisco Fernández Ordóñez (por la Federación de Partidos Socialdemócratas), Felipe González (por el Partido Socialista Obrero Español), Enrique Tierno Galván  (por el Partido Socialista Popular), Santiago Carrillo (por el Partido Comunista), más Jordi Pujol (por Convergencia Democrática de Cataluña), Julio de Jáuregui (Partido Nacionalista Vasco) y Valentín Paz Andrade (galleguista independiente). Debido al número de integrantes, la prensa la rebautizó como Comisión de los Nueve.
Aunque estaba previsto completar esta lista con un representante de los sindicatos (CCOO, UGT y USO), finalmente se decidió no incluir a las fuerzas sindicales como miembros formales, aunque sí estarán presentes en la reuniones de la Comisión en las que se plantean problemas en su ámbito Se acordó que las negociaciones sindicales se llevarían a cabo por separado y con el ministro de Relaciones Sindicales, Enrique de la Mata.

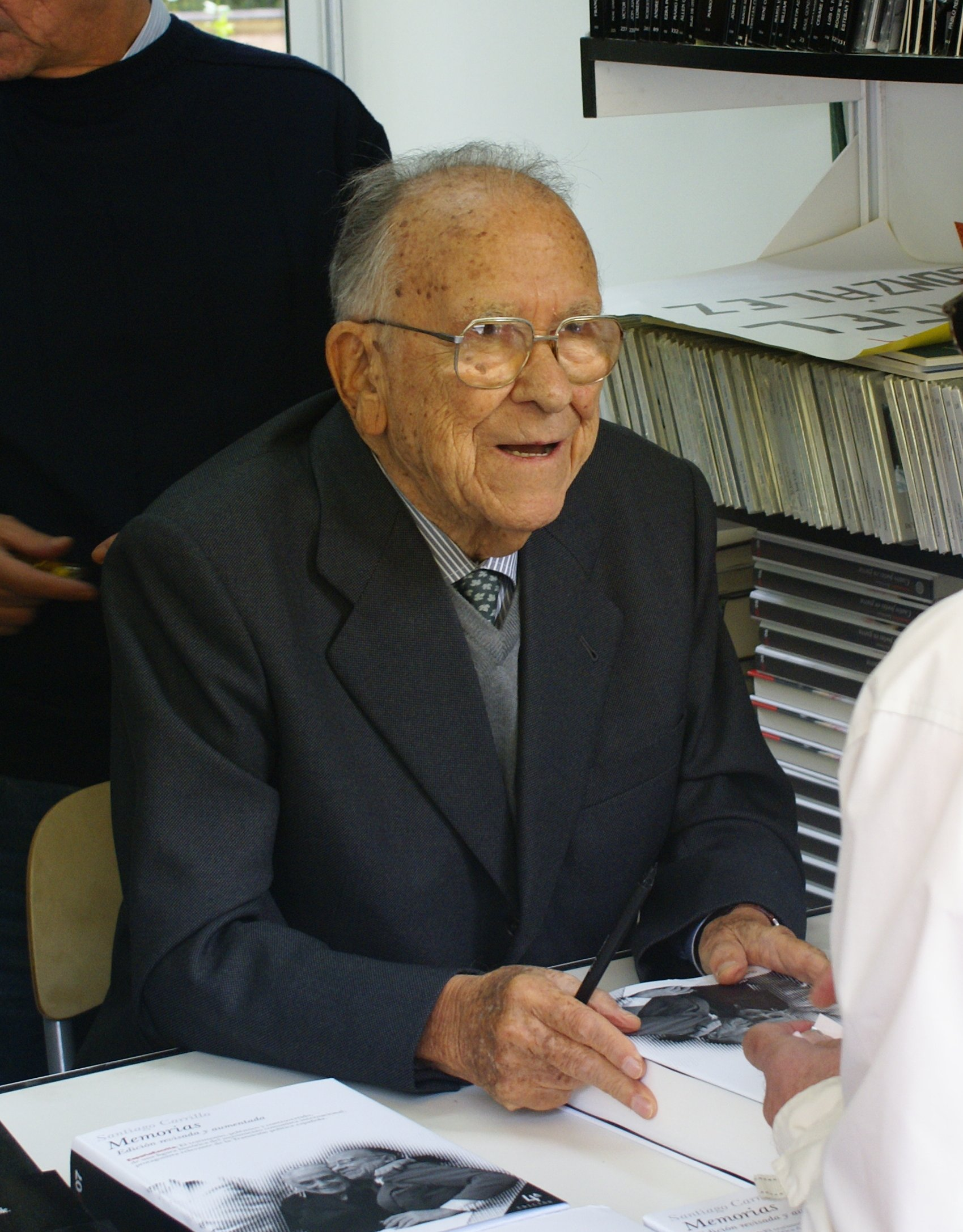
La presencia de Santiago Carrillo en la Comisión Negociadora fue motivo de conflicto

La Comisión nació con la objeción inicial del Gobierno de Suárez a la presencia de comunistas en las conversaciones entre el Gobierno y la Oposición, aunque no rechazó que formaran parte de la Comisión. Ya en aquellas primeras reuniones se conocía esta posición del Gobierno, se debatía la presencia de los comunistas, pero los partidos de izquierda insistían en incluirlos, y El PCE, además, nombró a Carrillo como su representante. Aun así, y para eliminar puntos conflictivos, Carrillo renunció a estar presente y fue reemplazado por Simón Sánchez Montero. El arresto de los dos el 22 de diciembre provocó una dura respuesta de los restantes miembros de la Comisión, pero luego de ser liberado el 30 de diciembre Carrillo se incorporó a las reuniones de la Comisión sin problemas.
Para facilitar los contactos entre la Comisión y el Gobierno, Suárez propuso el nombramiento de un grupo más reducido, que al final quedó integrado por Felipe González, Cañellas, Jaúregui y Satrústeguí, la llamada Comisión de los 4. Pero en realidad las negociaciones realmente se hacen a través de los llamados emisarios (o, popularmente, carteros) que son quienes llevan los acuerdos a Suárez. Los primeros en cumplir este papel fueron Tierno y Jordi Pujol, que se reúnen con Suárez el 23 de diciembre, fecha en la que se abre oficialmente el diálogo entre Gobierno y Oposición.
Las primeras propuestas que la Comisión presentó al Gobierno estaban encaminadas a asegurar las garantías democráticas del proceso electoral y la representación de los partidos en el Congreso y el Senado.
Se pueden resumir en los siguientes siete puntos:
1. Reconocimiento de todos los partidos políticos y sindicatos.
2. Reconocimiento, protección y garantía de las libertades políticas y sindicales.
3. Urgente disolución del aparato político del Movimiento y neutralidad política efectiva de la Administración Pública.
4. La verdadera amnistía política que necesita el país.
5. Uso equitativo de los medios de comunicación estatales, ahora monopolizados por el Gobierno.
6. Negociación de las reglas de procedimiento a las que debe ajustarse el proceso electoral.
7. Reconocimiento de la necesidad de institucionalizar políticamente a todos los países y regiones que conforman el Estado español.

Paz-Andrade declaró en su momento que pretendía centrar su labor mediadora en la defensa de la recuperación de la personalidad histórica y autonómica de Galicia, especialmente en la lucha contra la marginación social y económica a la que había sido sometido el país gallego.

## Disolución de la Comisión
Durante el primer semestre de 1977, el Gobierno de Suárez fue atendiendo parcialmente las reclamaciones realizadas por la Oposición. Así, el 8 de febrero se aprobó un Real Decreto-ley que modificaba la Ley de Asociaciones, facilitando sobremanera la inscripción en oportuno Registro del Ministerio del Interior. Se aprobó una Ley Sindical y se reguló el derecho de huelga (Real Decreto -Ley 17/1977, de 4 de marzo). El 14 de marzo se ampliaron los supuestos de amnistía ya aprobados en 1976. El 9 de abril se legalizó el Partido Comunista de España. Y en paralelo a todo ello, se desmanteló el Movimiento Nacional, integrando sus estructuras en diferentes organismos de la Administración General del Estado.
La parcial consecución de sus objetivos y sobre todo la cercanía de las elecciones generales, a celebrar el 15 de junio, trajo consigo una progresiva pérdida de interés de los partidos políticos, que en vísperas de los comicios a lo que sobre todo aspiraban era a diferenciarse de sus posibles adversarios políticos situados en la oposición.